# Ястребогушо коприварче
Ястребогушото коприварче (Curruca nisoria) е дребна птица от семейство Коприварчеви (Sylviidae). Среща се и в България.

## Физически характеристики
Дължината на тялото достига 15,5 – 17 cm.

## Разпространение
Гнезди в Източна Европа и в областите в Азия с умерен климат. Мигрираща птица, зимува в Източна Африка.
Среща се по откритите полета. За гнездото си използва храсти. Строи гнездото си в ниските храсти.

## Размножаване
Снася 3 – 7 яйца.